# 게오르그 카르스텐센

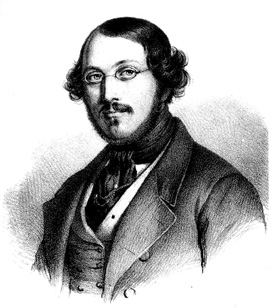
게오르그 카르스텐센(1845년)

요한 베른하르 게오르그 카르스텐센(덴마크어: Johan Bernhard Georg Carstensen, 1812년 8월 31일 ~ 1857년 1월 4일)은 덴마크의 군인, 출판인이자 덴마크 코펜하겐에 위치한 티볼리의 설립자이다. 오스만령 알제리에서 외교관으로 근무하던 아버지 밑에서 태어났으며, 덴마크 왕실 근위대에서 복무했다. 이후 문학 및 예술 분야의 잡지를 발행하는 출판인으로 일했고, 잡지 구독자를 대상으로 한 이벤트를 통해 놀이공원 구상을 착안하여 티볼리를 설립했다.